# Haegue Yang
Haegue Yang (* 12. Dezember 1971 in Seoul) ist eine südkoreanische Installationskünstlerin, die in Deutschland lebt.

## Leben und Werk
Haegue Yang wurde als Tochter der Schriftstellerin Misoon Kim und des Journalisten Hansoo Yang geboren. 1994 schloss sie das Fine Arts College der Seoul National University in Seoul mit dem Bachelor of Fine Arts ab, 1999 war sie Meisterschülerin an der Städelschule in Frankfurt am Main bei Georg Herold.
Haegue Yang nutzt in ihren – zum Teil raumfüllenden – Installationen industrielle Serienprodukte und arbeitet mit Ordnungssystemen, die sie aus ihrem funktionalen Zusammenhang herauslöst. Auf der dOCUMENTA (13), die 2012 in Kassel stattfand, zeigte sie über der Gleisanlage in Nordflügel des Kulturbahnhofs eine typische Arbeit. Ein Dutzend elektrisch angetriebener Jalousien hoben und senkten, öffneten und schlossen sich in einem ballettartigen Rhythmus. „Dabei geht sie der Frage nach, welche Grundannahmen und Verhaltenserwartungen sich in ihnen manifestieren und damit an die Benutzer weitergegeben werden.“
Haegue Yang lebt und arbeitet in Berlin und Seoul.

## Ausstellungen
- 2001: Frankfurter Kreuz, Schirn Kunsthalle, Frankfurt am Main
- 2005: Haegue Yang, Cremer-Preis Landesmuseum für Kunst und Kulturgeschichte, Münster
- 2007: Made in Germany, Kestnergesellschaft, Hannover
- 2009: 53. Biennale von Venedig
- 2011: Haegue Yang - Arrivals, Kunsthaus Bregenz
- 2012/13: Der Öffentlichkeit - Von den Freunden Haus der Kunst, Auftragsarbeit im Haus der Kunst, München
- 2013: Equivoques., Ausstellung Musée d’Art moderne et contemporain, Straßburg
- 2013: Journal of Echomimetic Motions, Bergen Kunsthall
- 2014: Follies, Manifold: Gabriel Lester – Haegue Yang, Bonner Kunstverein
- 2014: Shooting the Elephant 象 Thinking the Elephant, Leeum, Samsung Museum of Art, Seoul
- 2015: Come Shower or Shine, It Is Equally Blissful, Ullens Center for Contemporary Art, Peking
- 2016: Quasi-Pagan Minimal, Greene Naftali, New York
- 2016: Quasi-Pagan Serial, Hamburger Kunsthalle
- 2016: An Opaque Wind Park in Six Folds, Serralves Museum, Porto
- 2016: Lingering Nous, Centre Pompidou, Paris
- 2017: Ornament and Abstraction, kurimanzutto, Mexiko-Stadt
- 2017: Silo of Silence – Clicked Core, KINDL – Zentrum für zeitgenössische Kunst, Berlin
- 2017: VIP's Union – Phase I, Kunsthaus Graz
- 2018: ETA 1994-2018, Museum Ludwig, Köln
- 2018: Triple Vita Nestings, Institute of Modern Art, Brisbane
- 2018: Tightrope Walking and Its Wordless Shadow, La Triennale di Milano, Mailand
- 2018: Chronotopic Traverses, La Panacée-MoCo, Montpellier
- 2019: Tracing Movement, South London Gallery

## Auszeichnungen
- 2005: Cremer Preis der Stiftung Sammlung Cremer
- 2003: Stipendium des Delfina Studio Trus, London
- 2001: Maria Sibylla Merian-Preis
- 2007: Stipendium Akademie Schloss SolitudeWolfgang-Hahn-Preis Köln
- 2007: Baloise Kunst-Preis
- 2018: Wolfgang-Hahn-Preis Köln